# LAPA FA-03
LAPA FA-03 (Fuzil de Assalto Modelo 03 第3型自動小銃の意) とはブラジルのリオデジャネイロに位置するLAPA (Laboratorio de Pesquisa de Armamentos Automaticos SC/Ltda 自動武器研究有限会社の意) が開発した自動小銃である。

## 開発
LAPAはネモ・スザノによって設立された会社で、1978〜1983年の間に3つほど非常に独自性にあふれた自動火器を試作しており一番後年にあたる1983年に開発された自動小銃がFA-03である。
FA-03は大規模な注文を受けることはなく、採用された事例はなかった。ブラジル軍は1980年代にFA-03を試験したが、外部フレームの耐久性が低く、射撃時の精度が比較的悪く、新しくNATOに採用された5.56×45mm SS109弾を使用できないなどの理由から採用されなかった。LAPAはこの販売不振により廃業し、残された約500挺ほどのFA-03はブラジル特殊警察部隊に渡った。

## 構成
FA-03はブルパップ方式で構成されており、5.56×45mm M193弾を使用する。外部フレームのほとんどはプラスチックで構成されており、比較的流線的なデザインとなっている。銃剣とスリングの取り付けが可能。トリガー機構は自動銃では非常に珍しいダブルアクション方式である。セレクターは3ポジションでセミオート、フルオートの射撃モードの切り替えと安全装置の代わりとなる独自の半安全装置を備えている。この半安全装置は「待機位置」と呼ばれるもので、ここにセレクターを入れると安全に携行できる状態となり自由落下による衝撃などによって暴発するリスクを下げつつ、セレクターの位置を変えることなくトリガーを引くことで射撃が可能という状態になる。この独特な機能は当時賛否が分かれており、反対意見としては射手が緊張している時などでは誤ってトリガーを引いてしまい暴発するリスクが大きく、実質的に安全装置が存在しないのは危険というものだった。それに対し賛成意見では多くの軍人は戦闘以外の場面でトリガーに指をかけることはないので暴発のリスクは低く、この特性は突然の襲撃に対する即応性が高いという評価だった
レシーバー一体型で照準器を兼ねるキャリングハンドルを備えておりその内部にコッキングレバーが位置している。開発初期段階では独自の半透明プラスチック製マガジンを使用する予定だったが、実際に製造されたモデルではAR-15シリーズと共通のSTANAGマガジンを使用する。